# Bogdanovci
Bogdanovci (Roetheens en Servisch: Богдановци; Hongaars: Bogdánfalva) is een gemeente in de Kroatische provincie Vukovar-Srijem. Tijdens de oorlog in Kroatië werd de volledige Kroatische bevolking van Bogdanovci verdreven door Servische extremisten gesteund door het Joegoslavisch federaal volksleger. In 1998 werd het bezette gebied rondom Bogdanovci, na vredesbesprekingen terug geïntegreerd in Kroatië. De overlevende verdreven inwoners hebben in de laatste 10 jaar hun huizen heropgebouwd.
Bogdanovci telt 2366 inwoners.
Steden (gradovi): Ilok · Otok · Vinkovci · Vukovar · Županja

Gemeenten (općine): Andrijaševci · Babina Greda · Bogdanovci · Borovo · Bošnjaci · Cerna · Drenovci · Gradište · Gunja · Ivankovo · Jarmina · Lovas · Markušica · Negoslavci · Nijemci · Nuštar · Privlaka · Stari Jankovci · Stari Mikanovci · Štitar · Tompojevci · Tordinci · Tovarnik · Trpinja · Vođinci · Vrbanja